# منطقه ویژه یوگیاکارتا
منطقهٔ ویژهٔ یوگیاکارتا (اندونزیایی: Daerah Istimewa Yogyakarta) کوچک‌ترین استان اندونزی است (بدون احتساب جاکارتا). شهر یوگیاکارتا مرکز این استان است.
منطقهٔ ویژهٔ یوگیاکارتا، تنها استان اندونزی است که علاوه بر حکومت جمهوری، سلطان‌نشین یوگیاکارتا نیز حاکمیت آن در منطقهٔ ویژه به رسمیت شناخته شده است. تنها مقام سلطنتی در کشور اندونزی، سلطان هامِنگ‌کوبووُنو دهم،‌ سلطان یوگیاکارتا می‌باشد.

## جغرافیا
یوگیاکارتا در منطقهٔ جنوب مرکزی جزیرهٔ جاوه واقع شده‌است. این استان توسط استان جاوهٔ مرکزی (Jawa Tengah) و اقیانوس هند (در سمت جنوب) احاطه شده‌است.
یوگیاکارتا ۳٬۱۸۵٫۸۰ کیلومتر مربع وسعت داشته و جمعیت آن در سال ۲۰۰۳ بالغ بر ۳٬۱۲۱٬۰۰۰ نفر بوده‌است. در گذشته سلطان یوگیاکارتا برای برگزیدن فرماندار این استان کمک بسیاری کرد.

## مردم
جاوه‌ای‌ها با ۹۷ درصد و سوندایی‌ها با ۱ درصد جمعیت، از مهم‌ترین گروه‌های قومی ساکن در یوگیاکارتا به‌شمار می‌روند. زبان اندونزیایی زبان رسمی این استان بوده و ساکنان به زبان جاوه‌ای سخن می‌گویند.

## مذهب

معبد ساری یک معبد بودایی قرن هشتمی است. در دوسون بندان، روستای تیرتومارتانی، کالاسان، منطقه سلمان، منطقه ویژه یوگیاکارتا، اندونزی واقع شده‌است. این بنا در شمال شرقی معبد کالاسان واقع شده‌است. معبد یک ساختمان دو طبقه با تیرهای چوبی، کف، پله‌های تکمیل شده با پنجره‌ها و درها بود. همه از مواد آلی که اکنون پوسیده شده و از بین رفته‌اند. گفته می‌شود که کارکرد اولیه این بنا، ویهارا (صومعه بودایی)، محل سکونت راهبان بوده‌است. نام معبد ساری یا ساره در زبان جاوه ای به معنای «خوابیدن» است که ماهیت سکونتی این بنا را نیز تأیید می‌کند.

مسلمانان ۹۱٫۸ درصد، مسیحیان ۷٫۹ درصد، هندوها ۰٫۲ درصد و بوداییها ۰٫۱ درصد از ساکنان یوگیاکارتا را تشکیل می‌دهند ولی در سالهای اخیر رفته رفته بشدت از جمعیت مسلمان کاسته و بر جمعیت بودائیان افزوده می‌شود.